# هيكوري غروف (ويسكونسن)
هيكوري غروف (بالإنجليزية: Hickory Grove, Wisconsin)‏ هي بلدة تقع بولاية ويسكونسن في الولايات المتحدة. تبلغ مساحتها 94.1 (كم²)، وترتفع عن سطح البحر 325 م، بلغ عدد سكانها 443 نسمة في عام 2000 حسب إحصاء مكتب تعداد الولايات المتحدة وتصل الكثافة السكانية فيها 4.7 نسمة/كم2.

## وصلات خارجية
- The US50 - Cities and Towns in Wisconsin State
- Wisconsin Cities and Towns, Facts, Map, Flag, Colleges, Government, and More